# 志賀団地
志賀団地（しがだんち）は、愛知県名古屋市北区に立地する日本住宅公団の造成した公団住宅である。

## 概要
1956年（昭和31年）に竣工した中部地域初の公団住宅であり、中部地域の建て替え第1号でもある。当地には戦前より神戸製鋼所名古屋製作所が所在していたが、空襲により焼失したため、名古屋市が用地を確保し、大規模住宅の建築を企画していた。設計を東京の設計事務所に発注していたものの、日本住宅公団名古屋支社の初仕事としての譲り受けたいとの求めがあったため、小学校の建設予定地（名古屋市立東志賀小学校）を除いた用地を譲渡したものという。当団地には、名古屋支所下においてL字型ポイントハウスが導入される前の団地のため、ポイントハウスにはスターハウスが建設された。1989年（平成元年）より、住棟の老朽化を理由として建て替えが行われ、現在は「アーバンラフレ志賀」となっている。

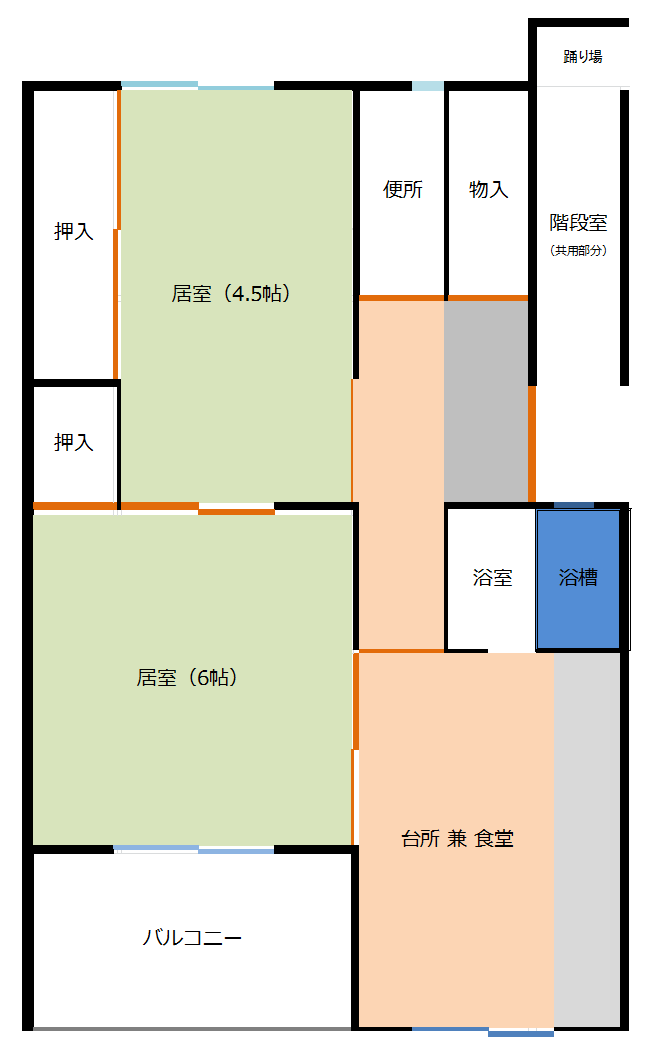
志賀団地の部屋の間取り図
（『北区誌』1994年2月461頁資料を基に作成）

## 基本データ（建て替え前）
- 竣工 - 1956年（昭和31年）
- 構成 - 63棟から構成、全1317戸[2]
- 所在 - 愛知県名古屋市北区大野町1ほか

## 住棟構成（建て替え前）
- 中層フラット棟 - 55棟（5階建て、4階建て、北・南・片廊下型、店舗付き）
- スターハウス - 8棟（5階建て）

## 交通
- 黒川駅（名古屋市営地下鉄名城線）より徒歩約12分
- 北図書館（当時は「志賀住宅前」）バス停（名古屋市営バス）より徒歩約2分